# Тряпино (Аургазинський район)
Тря́пино (рос. Тряпино, башк. Терәпә) — село у складі Аургазинського району Башкортостану, Росія. Адміністративний центр Тряпинської сільської ради.
Населення — 452 особи (2010; 488 в 2002).
Національний склад:
- чуваші — 93%